# Chassidut Belz

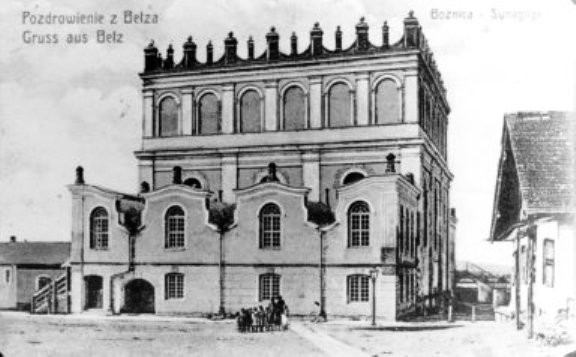
La sinagoga di Belz, consacrata nel 1843, distrutta dai nazisti nel 1939

Chassidut Belz è una dinastia chassidica, fondata nella città di Belz in Galizia, oggi nell'Ucraina occidentale. Chassidut Belz è stata fondata nei primi anni del XIX secolo dal rabbino Shalom Rokeach, anche conosciuto come il Sar Shalom, ed è stata portata avanti in seguito da suo figlio, il rabbino Yehoshua Rokeach, poi dal nipote, il rabbino Yissachar Dov, quindi dal pronipote, il rabbino Aharon, prima dell'invasione nazista della Polonia nel 1939.
Mentre il rabbino Aharon riuscì a fuggire in Europa, la maggior parte dei chassidim di Belz furono uccisi. Il rabbino Aharon riuscì a ristabilire un nucleo di chassidim a Tel Aviv in Israele. Oggi Belz è uno dei più grandi gruppi chassidici in Israele, e ha  grandi comunità in Inghilterra, Brooklyn, New York, e in Canada.

## Storia
Il fondatore della dinastia fu il rabbino Shalom Rokeach, noto anche come il Sar Shalom, che è stato introdotto come rabbino di Belz nel 1817. Egli ha personalmente contribuito a costruire la grande ed imponente sinagoga della città. Dedicato nel 1843, l'edificio assomigliava ad un'antica fortezza, con le pareti di uno spessore di quasi un metro, un tetto a corona e merli ornati con le palle d'oro dorate. L'edificio poteva ospitare 5000 fedeli e aveva un'ottima acustica. Rimase in piedi fino a quando i nazisti invasero Belz alla fine del 1939. I tedeschi tentarono di distruggere la sinagoga prima cercando di incendiarla e poi con la dinamite, ma non ebbero successo. Infine hanno furono arruolati a forza dei lavoratori ebrei al fine di demolire l'edificio mattone per mattone.

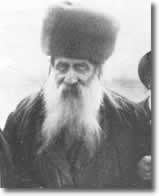
Il terzo Rebbe, Yissachar Dov Rokeach

Quando il rabbino Shalom morì nel 1855, suo figlio più giovane, il rabbino Yehoshua Rokeach (1855-1894), subentrò nella successione dinastica come nuovo Rebbe. Chassidut Belz crebbe in dimensioni durante il mandato del Rebbe Yehoshua e poi durante il mandato di suo figlio e successore, il rabbino Dov Yissachar Rokeach (1894-1926).